# Ander
Ander è un film del 2009 diretto da Roberto Castón. Scritto e sceneggiato dal regista stesso, è girato in lingua basca e lingua spagnola.

## Trama
Ander, operaio e contadino, vive con la madre e la sorella in un casolare nella campagna basca. A seguito di un incidente, è costretto ad assumere un aiutante peruviano. Grazie a lui e grazie ad una prostituta comprensiva, scoprirà la propria omosessualità ed imparerà lentamente ad accettarla.